# Schmalkaldiske forbund
Det schmalkaldiske forbund var en alliance mellem protestantiske rigsstænder som blev indgået den 27. februar 1531 i Schmalkalden i Tyskland. 
Det schmalkaldiske forbund var en følge af, at rigsdagen i Augsburg med kejser Karl 5. afviste det protestantiske bekendelsesskrift Confessio Augustana i 1530. For at komme eventuelle kejserlige tiltag i forkøbet blev der indgået en alliance mellem landgreve Philipp af Hessen, kurfyrste Johan Frederik 1. af Sachsen, hertug Philipp af Braunschweig-Grubenhagen, hertug Ernst af Braunschweig-Lüneburg, greven af Anhalt-Bernburg og tre nedertyske og otte tyske rigsbyer (Freie Reichsstädte). Efter at hertug Ulrich af Württemberg havde generobret sit land og sluttet sig til forbundet i 1534, steg dets betydning og slagkraft.
Ikke bare kejseren, men også ikke-tyske udenlandske herskere og paven Clemens VII (1523-1534) forhandlede med forbundet. På grund af krigsfaren fra tyrkernes side så kejseren sig i nødsaget til indrømmelser ved religionsfreden i Nürnberg i 1532.
Der var indre splid i forbundet, og i 1541 lykkedes det kejseren at vinde landgreve Philipp af Hessen over på sin side og senere også hertug Moritz af Sachsen. 
Nu var det schmalkaldiske forbund lammet, og kejseren bestemte sig for at løse religionsspørgsmålet med magt i alliance med paven, Bayern og enkelte protestantiske fyrster. Han førte Den schmalkaldiske krig (1546/47) og gik ud som den sejrende part. 